# Zespół oniryczny
Zespół oniryczny (oneiroidalny) – to zaburzenie świadomości, powstające np. na skutek nadużywania alkoholu. Chory dotknięty tym zaburzeniem przeżywa rozbudowane omamy dziania się pewnych zdarzeń. Omamy formą przypominają marzenia senne ("sny z akcją").
Zespół oniryczny zostaje poruszony w filmie dokumentalnym Marka Piwowskiego pt. "Korkociąg".